# Galen Fiss
Galen Fiss, född 30 juli 1931 i Johnson City i Kansas, död 17 juli 2006 i Johnson County i Kansas, var en amerikansk utövare av amerikansk fotboll (linebacker) som spelade i National Football League för Cleveland Browns 1956–1966. Fiss spelade collegefotboll för University of Kansas idrottsförening Kansas Jayhawks och han draftades 1953 av Cleveland Browns i trettonde omgången.
Fiss var lagkapten för laget som vann NFL-mästerskapet 1964. Han drabbades av Alzheimers sjukdom.